# Xã Port Austin, Michigan
Xã Port Austin (tiếng Anh: Port Austin Township) là một xã thuộc quận Huron, tiểu bang Michigan, Hoa Kỳ. Năm 2010, dân số của xã này là 1.424 người.